# 오마마역
오마마역(일본어: 大間々駅, おおままえき)은 일본 군마현 미도리시에 있는 와타라세 계곡 철도 와타라세 계곡선의 역이다. 역 번호는 WK05이다.

## 역 구조
상대식 승강장 2면 2선의 구조로, 토롯코 열차 "와타라세 계곡호"의 전용 0번 승강장 1선(두단식)을 갖는 지상역이다. 와타라세 계곡 철도의 중심역으로 본 노선 운항 기능을 관리하는 CTC가 설치되어 있다. 구내에는 본사와 차량기지가 위치하고, 주박선도 설치되어 있다.

## 역 주변
역 주변은 미도리 시의 중심지이다. 주 이용객은 관광객으로 특히 단풍 시즌 때 관광객이 많다.
- 미도리 시 관공서 오마마 청사(구, 오마마 정사무소)
- 군마 현립 오마마 고등학교
- 미도리 시립 오마마 중학교
- 미도리 시립 오마마 도서관
- 오마마 박물관
- 오마마 우체국
- 아카기역 - 약 1km 떨어져 있다.
- 국도 제122호선
- 미도리 공원
  - 미도리 여흥장
- 다카쓰도 협곡
  - 다카쓰도 성

## 역사
- 1911년 4월 15일: 아시오 철도의 오마마마치역으로 영업 개시.
- 1912년 12월 1일: 오마마역으로 역명 변경.
- 1918년 6월 1일: 국유화되어 국유철도 아시오 선의 역이 됨.
- 1987년 4월 1일: 국철 분할 민영화로 동일본여객철도의 역이 됨.
- 1989년 3월 29일: JR 아시오 선의 제3섹터 철도화로 와타라세 계곡 철도의 역이 됨.

## 인접역
| ■ 와타라세 계곡 철도 와타라세 계곡선 | ■ 와타라세 계곡 철도 와타라세 계곡선 | ■ 와타라세 계곡 철도 와타라세 계곡선 |
| ------------------------------------ | ------------------------------------ | ------------------------------------ |
| WK04 운도코엔 기류 방면              |                                      | 가미칸바이 WK06 마토 방면            |